# Diecéze Vicenza
Diecéze Vicenza (latinsky Dioecesis Vicentina) je římskokatolická diecéze v italské oblasti Benátsko, která tvoří součást Církevní oblasti Triveneto. Je sufragánní vůči benátskému patriarchátu.

## Stručná historie
Již ve 4. století jsou ve Vicenze archeologicky doloženy dva kostely, současná katedrála a dnešní bazilika sv. Felixe a Fortunáta. První zmínka o biskupovi ve Vicenze je z roku 590. Původně byla diecéze sufragánní vůči aquilejskému patriarchátu, po jeho zrušení v roce 1751 se stala součástí provincie Udine, od roku 1818 je součástí provincie benátského patriarchátu.